# Alejandro Morilla
Alejandro Morilla Gutiérrez (Cádiz,17 de mayo de 1985) es un torero español. Perteneció a la Escuela Taurina de Jerez desde los catorce años. En 2004 consiguió el premio Zapato de Oro de las novilladas de Arnedo.

## Biografía
Se proclamó triunfador del primer certamen El Puerto busca un torero en el año 2000 quedando en segundo lugar el también portuense Diego Hermosilla.
Se presentó de novillero en Las Ventas el 13 de marzo de 2005. Tomó la alternativa en la Plaza de Toros de Sanlúcar de Barrameda el 28 de mayo de 2006 con Enrique Ponce como padrino y Morante de la Puebla como testigo, el toro d ella alternativa fue Tarifeño de la ganadería brava de  Núñez del Cuvillo, cortando esa tarde cuatro orejas.
En la temporada 2006 toreó en España cuatro corridas. En 2007 toreó otras cuatro corridas más